# Gabriël Sanders
Gabriël Michel Sanders (Ichtegem, 20 oktober 1923 - Gent, 18 januari 1994) was een Belgisch klassiek filoloog en hoogleraar.

## Levensloop
Klassiek filoloog Gabriël Sanders verdiende zijn sporen door de studie van de Latijnse taal en cultuur van de late oudheid en de vroege middeleeuwen. Hij was vooral vernieuwend door zijn mentaliteitsgeschiedenis van de 'gewone' man, aan de hand van grafopschriften in het Latijn. 
Gabriël Sanders volgde de Grieks-Latijnse humaniora aan het Sint-Jozefscollege in Torhout en Klein Seminarie in Roeselare, waar hij in 1943 de retorica beëindigde als primus perpetuus en winnaar van de gouden medaille van de stad. Vervolgens behaalde hij het licentiaat in de thomistische wijsbegeerte aan de Katholieke Universiteit Leuven en de kandidaturen in de rechten en in de klassieke filologie aan de Facultés universitaires Notre Dame de la Paix in Namen. Van 1947 tot 1951 was hij leraar en studiemeester aan het Sint-Jozefcollege in Turnhout. Hij hernam de studies aan de Rijksuniversiteit Gent en promoveerde in 1957 in de klassieke filologie met de grootste onderscheiding en de gelukwensen van de jury, én met de titel van laureaat van de stad Gent voor de beste student. Zijn licentiaatsverhandeling over de Latijnse metrische grafschriften van het heidense Rome werd bekroond (1959) door de Koninklijke Academie voor Wetenschappen, Letteren en Schone Kunsten van België en in 1960 gepubliceerd. 
Na een paar lesopdrachten in de rijksmiddelbare scholen van Nieuwpoort en Koekelare, werd Sanders in juli 1958 benoemd tot assistent bij het Seminarie Oude Geschiedenis van professor Pieter Lambrechts aan de Rijksuniversiteit Gent. Dankzij reisbeurzen van de Belgische en de Italiaanse regering kon hij zich verder vervolmaken tijdens verblijven in Perugia, Rome en Heidelberg. In 1963 promoveerde hij aan de R.U.G. tot doctor in de klassieke filologie, met een proefschrift over Licht en duisternis in de christelijke grafschriften, bijdrage tot de studie der Latijnse metrische epigrafie van de vroegchristelijke tijd. Het werk werd in 1965 gepubliceerd door de Koninklijke Academie (2 boekdelen, in totaal meer dan 1100 bladzijden).
In 1963 werd hij benoemd tot werkleider en in juli 1964 tot geassocieerd docent aan de Gentse faculteit Letteren en Wijsbegeerte. Hij bleef de naaste medewerker van professor Lambrechts, die ondertussen rector van de R.U.G. (1957-1961) en gecoöpteerd senator (1965-1968) was. Hij nam van hem de lesopdrachten over voor historische kritiek, Griekse en Romeinse instellingen, Latijnse epigrafie, geschiedenis en cultuur van Byzantium. 
Op 1 augustus 1967 werd Sanders gewoon hoogleraar op de leerstoel 'postklassiek en middeleeuws Latijn'. Zijn leeropdracht omvatte het Volkslatijn en het ontstaan van de Romaanse talen, het oudchristelijk, laat en middeleeuws Latijn, de vertaling van historische teksten uit het klassiek en middeleeuws Latijn, zelfs godsdienstgeschiedenis van de middeleeuwen. Na het overlijden van Pieter Lambrechts in 1974 werd hieraan toegevoegd: de Latijnse epigrafie en de godsdienstgeschiedenis van de klassieke volkeren.
In 1972 werd hij corresponderend lid van de Koninklijke Academie voor Wetenschappen, Letteren en Schone Kunsten van België, in 1980 werkend lid en in 1985 voorzitter.
Hij bereikte het emeritaat in oktober 1989. Dit belette niet dat hij verder op de faculteit en in het wetenschappelijk werk actief bleef tot kort voor zijn dood.

## Eerbetoon
- Sanders was bestuurder van de Academia Belgica in Rome,
- van het Centre Belge d’Étude de la Latinité Médiévale,
- van de Universitaire Stichting,
- van de Vlaamse Wetenschappelijke Stichting (voorzitter in 1978),
- toetredend lid van de Société des Bollandistes en diverse internationale instellingen,
- eredoctor in 1988 aan de Universiteit van Bologna,
- eredoctor in 1989 aan de Universiteit van Montpellier en ereburger van de stad Montpellier.

## Publicaties
- Bijdrage tot de studie der Latijnse metrische grafschriften van het heidense Rome, Brussel, 1960.
- Licht en Duisternis in de christelijke grafschriften
  - Volume I: Aards leven en Licht Duisternis voor en na de dood.
  - Volume II: Licht na de Dood, Brussel, 1965.
- De Gand en Belgique...Une université vous parle, Gent, 1961.
- Heidenen en Christenen van Rome: Ontmoeting bij het Antieke graf, in: De Vlaamse Gids, 1965 & 1966.
- Alsof er maar één moeder was, in: De Vlaamse Gids, 1967.
- Bibliographie signalétique du Latin des chrétiens, Turnhout, Brepols, 1989.
- Lapides memores: païens et chrétiens face à la mort : le témoignage de l'épigraphie funéraire latine, Fratelli Lega, 1991.